# Царский двор

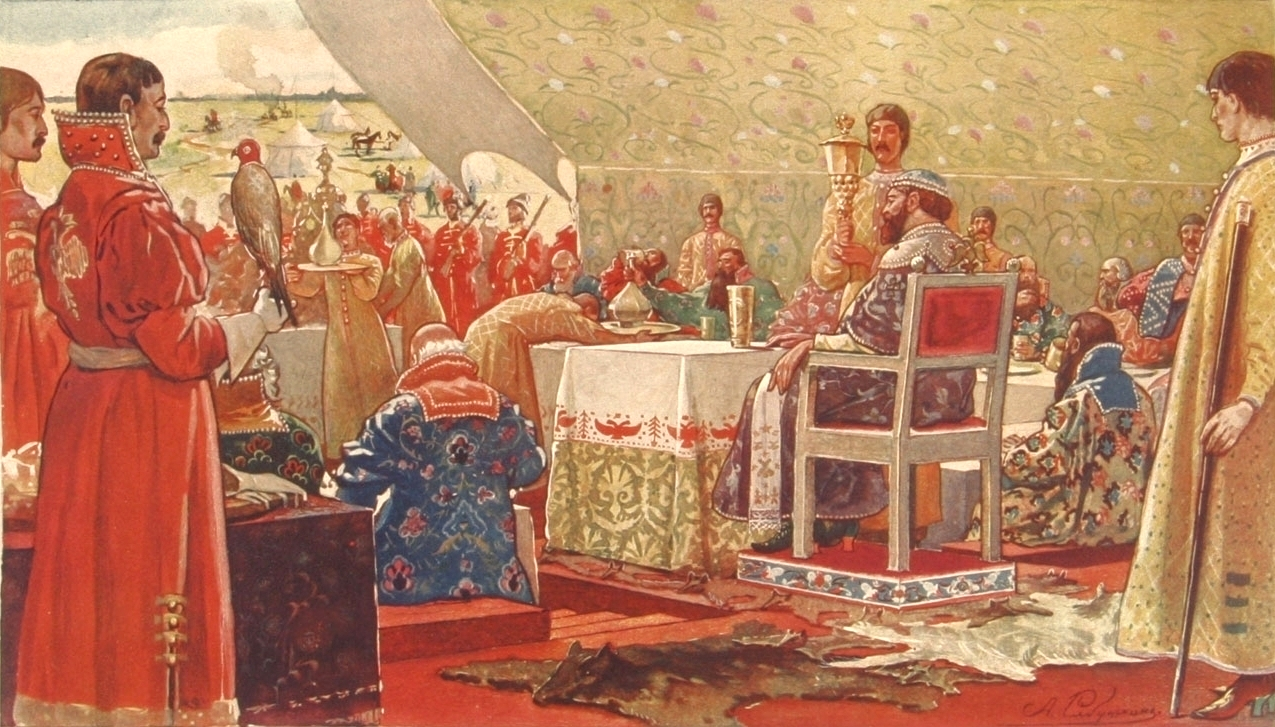
Царь и двор на соколиной охоте

Княжеский (великокняжеский) двор («княж двор», «государев двор») — монарший двор в древнерусских удельных и великих княжествах.
В середине XVI века московский государев двор трансформировался в царский двор — ключевой государственный институт Русского царства. При Петре I ему на смену пришёл императорский двор в Санкт-Петербурге.

## Придворные чины
Лица, составлявшие придворный штат древнерусских князей, назывались «дворовыми» (не путать с дворовой челядью). Их число сильно разрослось при московском великом князе во второй половине XV века.
Начиная со времени Ивана III чины дворовых людей были следующие: бояре, окольничие, дворецкие, дворяне думные, стольники, чашники, стряпчие, сытники, ключники, конюшие, кравчие, оружничие, казначеи, спальники, постельничие, ясельничие, ловчие, сокольничие. В древнейший период при дворе находились также дружинники — отроки, детские, гриди.
Грамота царя Бориса от 1601 года дает такое перечисление: «Большого дворца дворовые люди всех чинов: ключники, стряпчие, сытники, подключники; конюшенного приказу приказчики, конюхи, стремянные, стряпчие; ловчего пути охотники и конные псари; сокольничья пути кречетники, сокольники, ястребники, трубники и сурначей» («Акты исторические», II, № 20).

## Дворянская служба

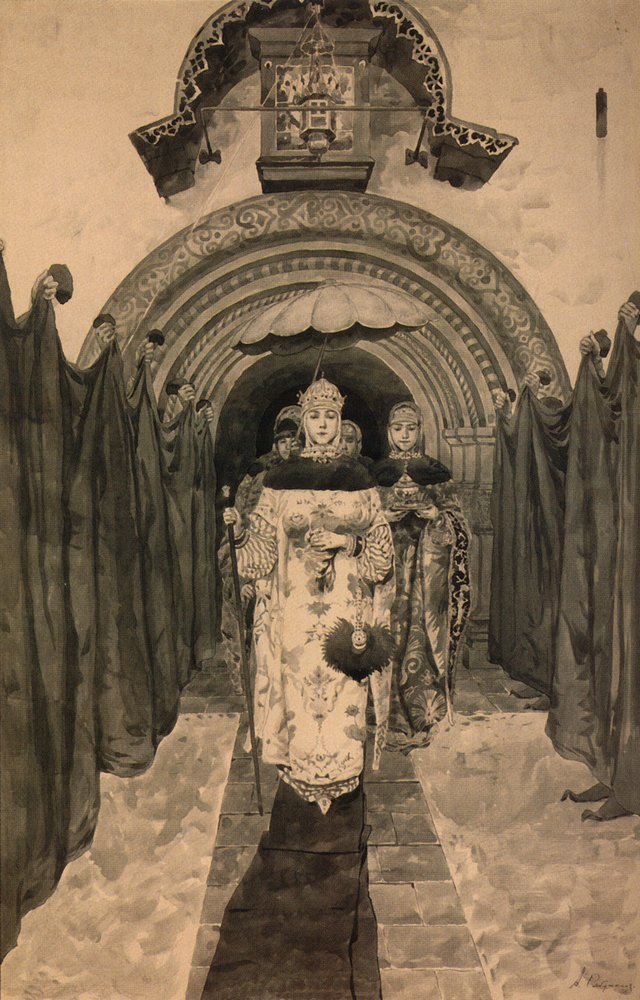
Выход из церкви царицы Марии Ильиничны. А. П. Рябушкин, 1893

Строгих разграничений между придворной и другими сферами государственной деятельности в допетровской России не было. Дворовые люди занимались не только частными делами великого князя и московского царя (подавали питьё, готовили постель и т. д.); они исполняли разного рода административные, судебные и военные должности на государственной службе. Стольник или иной придворный по царской воле мог быть назначен судьёй или направлен на кормление воеводой в отдалённый город.
Отсюда произошло название всего служилого сословия — дворянство. Бояре, окольничие, думные дворяне составляли первый класс, а стольники, стряпчие, дворяне московские, жильцы — второй класс служилых людей. Из отдельных лиц этих двух чинов составлялся собственно двор московского царя, члены которого и были дворовые люди в тесном смысле слова.

## Двор царицы
Московские царицы имели свой особый придворный штат, женский и мужской. Первое место в женском штате занимали дворовые, или верховые, боярыни, которыми назначались обыкновенно вдовы, в основном из царицына родства, но также и из женщин меньшего чина.
Между дворовыми боярынями первое место занимали боярыни-мамы (няньки) малолетних царевичей и царевен; второй класс женских царицыных чинов составляли казначеи, арешницы, мастерицы (учительницы малолетних царевен), кормилицы царевичей и царевен, псаломщицы; третий класс — боярышни-девицы и сенные боярышни, четвёртый — постельницы и комнатные бабы, а затем уже следовали золотошвеи, белошвеи, портомои (прачки) и лица неслужебного чина (богомольцы, калмычки, арапки и др.).
Всем придворным штатом царицы управлял постельный (комнатный, кабинетный) приказ государыни царицы, иначе — приказ царицыной мастерской палаты.

## Государево хозяйство

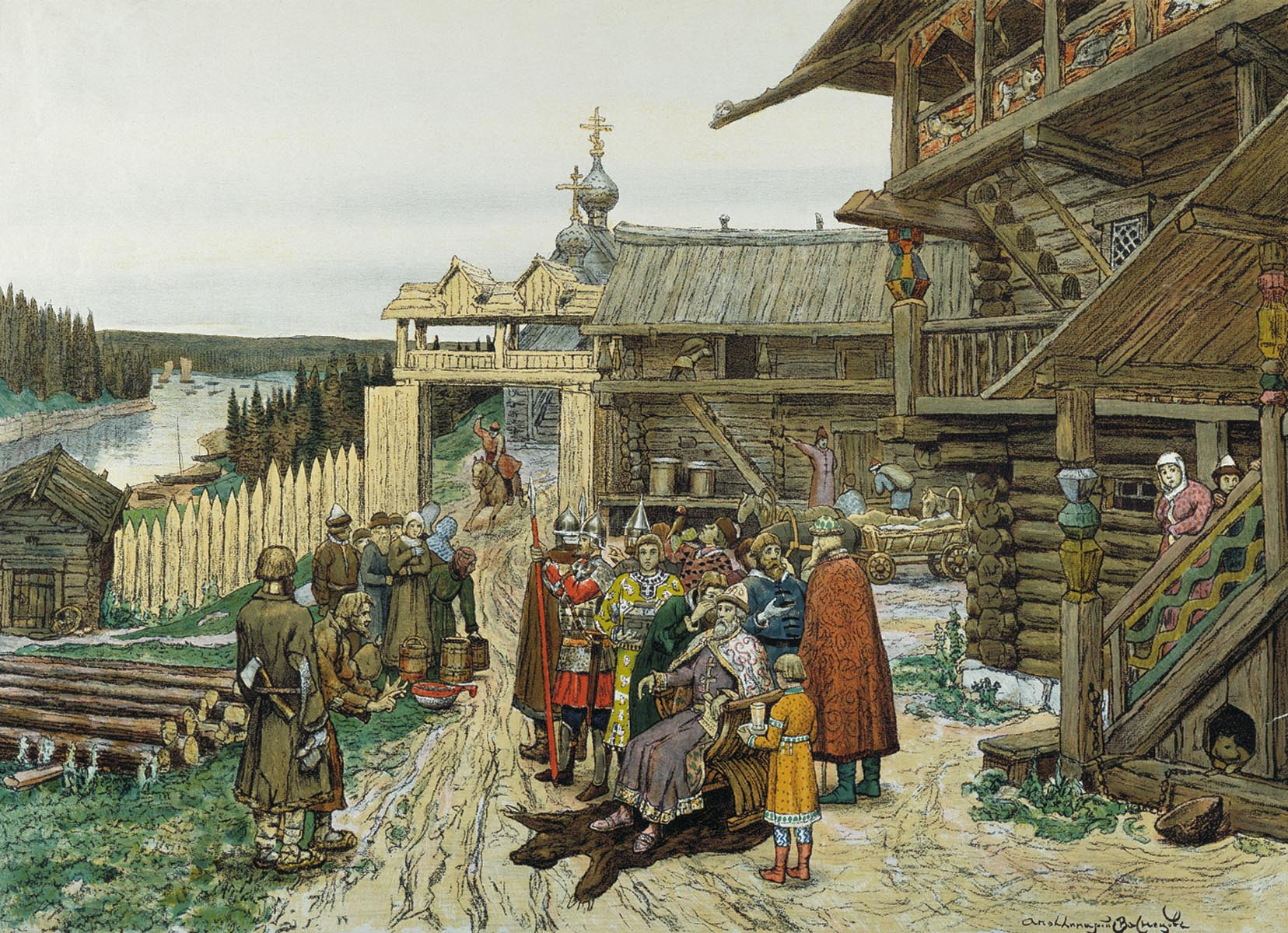
Двор удельного князя XIII—XIV вв.
А. М. Васнецов, 1908

Поскольку двор был не только резиденцией, но и хозяйственной усадьбой князя, первоначально дворовые люди не только прислуживали князю, но и распоряжались княжеским хозяйством. Государево хозяйство составляли т. н. пути — в XIV—XV вв. сокольничий, конюший и ловчий, позднее также стольничий (дворцовые рыбные ловли, сады, огороды) и чашничий («ведомство дворцового пчеловодства и государевых питей»).
Таким образом, в начале XVI века царский ловчий «с путём» не только прислуживал великому князю во время охоты, но и руководил всеми бобровниками, псарнями, охотничьими угодьями и приписанными к ним деревнями. Пожалование путём было честью, повышением по службе: кравчий с путём считался честью выше кравчего без пути, дворецкий с путём — выше дворецкого без пути и т. д.
В середине XVI века пути были отменены, а всё хозяйственное обеспечение двора было возложено на приказы. Так, в XVII веке хозяйственным снабжением Кремля ведал приказ Большого дворца.